# (27593) Oliviamarie
(27593) Oliviamarie est un astéroïde de la ceinture principale.

## Description
(27593) Oliviamarie est un astéroïde de la ceinture principale. Il fut découvert le 1er février 2001 à Socorro (Nouveau-Mexique) par le projet LINEAR. Il présente une orbite caractérisée par un demi-grand axe de 2,31 UA, une excentricité de 0,08 et une inclinaison de 4,1° par rapport à l'écliptique.

## Compléments